# Длужець (Нижньосілезьке воєводство)
Длужець (пол. Dłużec) — село в Польщі, у гміні Львувек-Шльонський Львувецького повіту Нижньосілезького воєводства.
Населення — 224 особи (2011).
У 1975-1998 роках село належало до Єленьоґурського воєводства.

## Демографія
Демографічна структура станом на 31 березня 2011 року:
|          | Загалом | Допрацездатний вік | Працездатний вік | Постпрацездатний вік |
| -------- | ------- | ------------------ | ---------------- | -------------------- |
| Чоловіки | 106     | 26                 | 71               | 9                    |
| Жінки    | 118     | 25                 | 70               | 23                   |
| Разом    | 224     | 51                 | 141              | 32                   |